# إيدي براون
إيدي براون (بالإنجليزية: Eddy Brown)‏ (28 فبراير 1926 ببرستون في المملكة المتحدة - 12 يوليو 2012) هو مدرب كرة قدم ولاعب كرة قدم بريطاني (وحمل سابقاً جنسية المملكة المتحدة لبريطانيا العظمى وأيرلندا) في مركز الهجوم. لعب مع برمنغهام سيتي وبريستون نورث إيند وكوفنتري سيتي ونادي ساوثهامبتون ونادي ليتون أورينت ونادي سكاربورو.

## وصلات خارجية
- إيدي براون على موقع قاعدة بيانات كرة القدم.إي يو (الإنجليزية)